# Leonard Gershe
Leonard Gershe (ur. 10 czerwca 1922 Nowym Jorku, zm. 9 marca 2002 roku w Beverly Hills) – amerykański scenarzysta i tekściarz.
Zdobył nominację do nagrody Oscara za scenariusz muzycznej komedii romantycznej Zabawna twarz (Funny Face, 1957) w reżyserii Stanleya Donena z Audrey Hepburn i Fredem Astaire. Do tego filmu skomponował także muzykę.
Jest auterem scenariuszy do takich filmów jak: Jedwabne pończoszki (Silk Stockings, 1957), Motyle są wolne (Butterflies Are Free, 1972) z Goldie Hawn, Żebro Adama (Adam's Rib, 1973), Czterdzieści karatów (40 Carats, 1973) z Liv Ullmann i Gene'em Kelly oraz musicalu Weselne dzwonki (Wedding Bells).
Napisał tekst piosenki "Born in a Trunk" do filmu Narodziny gwiazdy z Judy Garland.
Zmarł w wieku 80 lat na skutek komplikacji po udarze mózgu.